# Westelijke levendbarende pad
De westelijke levendbarende pad (Nimbaphrynoides occidentalis) is een kikker uit de familie padden (Bufonidae).

## Naamgeving en taxonomie
De soort werd voor het eerst wetenschappelijk beschreven door Fernand Angel in 1843. Oorspronkelijk werd de wetenschappelijke naam Nectophrynoides occidentalis gebruikt.
De westelijke levendbarende pad is de enige soort uit het geslacht Nimbaphrynoides. Vroeger werd er nog een tweede soort erkend, Nimbaphrynoides liberiensis. Deze soort wordt tegenwoordig als een ondersoort gezien maar wordt in de literatuur vaak vermeld als een aparte soort. De voornaamste verschillen tussen de twee ondersoorten zijn de lichaamsgrootte en de relatieve lengte van de tenen.

### Ondersoorten
- Nectophrynoides occidentalis occidentalis
- Nectophrynoides occidentalis liberiensis

## Uiterlijke kenmerken
De westelijke levendbarende pad kan een lichaamslengte bereiken van 1,5 tot 2,5 centimeter. De pad heeft een typisch kikker-achtige bouw maar heeft een zeer ruwe huid aan de bovenzijde van het lichaam.

## Voortplanting
Deze kikker is volledig terrestrisch en heeft geen water nodig voor de voortplanting. De westelijke levendbarende pad is een levendbarende soort, die geen eitjes afzet maar de jongen in het lichaam ontwikkeld. Zodra ze tevoorschijn komen is het larvestadium al voorbij. Na een draagtijd van 9 maanden komen 2 tot 16 kleine padjes ter wereld. Daarvoor blaast ze zichzelf op en perst de jongen naar buiten. De paartijd is in het voorjaar en de zomer.

## Verspreiding en leefgebied
Er zijn twee gekende ondersoorten die voorkomen in Afrika en leven rond de Nimbaberg; Guinee, Ivoorkust en Liberia.